# Hexagenia rigida
Hexagenia rigida är en dagsländeart som beskrevs av Mcdunnough 1924. Hexagenia rigida ingår i släktet Hexagenia och familjen sanddagsländor. Inga underarter finns listade i Catalogue of Life.